# N30 (België)
De N30 is een gewestweg in de Belgische provincies Luik en Luxemburg. Deze weg vormt de verbinding tussen Luik en Bastenaken.
De totale lengte van de N30 bedraagt 88,6 km.

## Plaatsen langs de N30
- Luik
- Grivegnée
- Angleur
- Chênée
- Embourg
- Beaufays
- Ogné
- Sprimont
- Florzé
- Aywaille
- Harzé
- Werbomont
- Manhay
- Baraque Fraiture
- Houffalize
- Wicourt
- Rachamps
- Noville
- Foy
- Bastenaken

## N30a
De N30a is een verbindingsweg bij Chênée. De weg verbindt de N30 met de A26 E25. De route heeft een lengte van ongeveer 800 meter.
De route had oorspronkelijk het wegnummer N601.

## N30b
De N30b is een verbindingsweg in België te Harzé (Aywaille) tussen de N53 en A26/E25. Voorheen was dit een trajectdeel van de N616 zoals op diverse wegenkaarten nog wordt aangegeven. De lengte van de weg bedraagt ongeveer 1,9 kilometer.

### Traject
De N30b loopt vanaf de N30 in Harzé naar het oosten via de Rue de Lorcé om te eindigen bij afrit 47 van de A26/E25.
Ook in Luik is het nummer N30b in gebruik tussen de N30 en N90 (Bd Poincaré - Quai Mativa).

## N30y
De N30y is een verbindingsweg in Bastenaken van de N30. Der route heeft een lengte van ongeveer 450 meter en verloopt via Rue des Jardins. De weg is alleen vanuit het zuiden naar het noorden te berijden. De N30 is op dit stuk alleen vanuit het noorden naar het zuiden te berijden.

## N30z
De N30z is een verbindingsweg van de N30 in Luik. De route verbindt de N30 met de N610c op de Pont Albert Ier. De N30z gaat grotendeels door een tunnel.